# 加太站 (和歌山縣)
加太站（日语：／ Kada eki */?）是位於和歌山縣和歌山市加太1038番1號的車站，也是南海電氣鐵道（南海）加太線的終點站。車站編號為NK44-7。

## 概要
本站地址在1958年前在海草郡加太町內，後來才編入至和歌山市。車站東北方約130公里處設有關西本線的加太站 (三重縣)。
本站是和歌山縣最西邊的車站，也是近畿地方與本州的大手私鐵中（在兵庫縣內的私鐵中，神戶電鐵和山陽電氣鐵道設有車站比加太站更西邊，但是兩間公司均不是大手私鐵。而日本最西端的大手私鐵是位於九州的西日本鐵道。若包含準大手私鐵，近畿地方與本州最西端的車站最西端的車站是山陽電氣鐵道的山陽網干站。

## 歷史
- 1912年（明治45年）6月16日 - 加太輕便鐵道開業，同日車站啟用。
- 1930年（昭和5年）12月22日 - 公司改名為加太電氣鐵道。
- 1942年（昭和17年）2月1日 - 公司合併，成為南海鐵道車站。
- 1944年（昭和19年）6月1日 - 公司合併，成為近畿日本鐵道車站。
- 1947年（昭和22年）6月1日 - 路線轉讓至南海電氣鐵道。

## 車站構造
本站是地面車站，設有2面2線的港灣式月台。站房位於1號月台側，車站西北方設有2號月台。此站設有站長，管理加太線各車站。
本站為磚造的西式風格站房，自1911年加太線啟用後便使用至今，直至現今外觀沒有太大改變。月台上蓋支柱使用了1911年製成的路軌。 

### 月台
| 月台 | 路線   | 方向         | 備註                    |
| ---- | ------ | ------------ | ----------------------- |
| 1、2 | 加太線 | 和歌山市方向 | 早上部分使用使用2號月台 |

早上5時時段、6時時段與平日晚上9時時段中，各時段均設有1班列車使用2號月台，因此該月台共有2班（平日3班）列車使用。而其他列車均使用1號月台。

## 使用狀況
在2019年（令和元年）度調査結果中，1日平均上下車人次為660人。
車站長期的使用人次有所減少，而近年的「加太魚線項目」等項目有助路線振興，使乘客人次變得平穩。
以下為各年度1日平均上下車人次變化。
| 年度   | 1日平均 上下車人次 |
| ------ | ------------------ |
| 1980年 | 3,262              |
| 1985年 | 2,641              |
| 1990年 | 2,186              |
| 1995年 | 1,674              |
| 2000年 | 1,261              |
| 2001年 | 1,172              |
| 2002年 | 1,090              |
| 2003年 | 1,021              |
| 2004年 | 956                |
| 2005年 | 904                |
| 2006年 | 866                |
| 2007年 | 852                |
| 2008年 | 815                |
| 2009年 | 760                |
| 2010年 | 724                |
| 2011年 | 679                |
| 2012年 | 713                |
| 2013年 | 721                |
| 2014年 | 688                |
| 2015年 | 720                |
| 2016年 | 781                |
| 2017年 | 767                |
| 2018年 | 717                |
| 2019年 | 660                |

## 車站周邊
車站附近設有的士站與巴士站。
- 加太海灘 西北方1公里
- 淡嶋神社 西方1公里
- 加太春日神社（日语：加太春日神社） 西方500米
- 田倉崎（日语：田倉崎） 西南方2公里
- 加太港 西方800米
- 友島 在加太港設有航線前往該島
- 和歌山市立加太中學（日语：和歌山市立加太中学校） 西方500米
- 和歌山市立加太小學（日语：和歌山市立加太小学校） 西方500米
- 加太郵局（日语：加太郵便局） 西方600米
- 和歌山市立少年自然之家 南方2.5公里

## 巴士路線
和歌山市需要型合乘的士 加太地區
- 小島住吉系統（小島住吉～加太站～松源前）
- 淡嶋神社系統（淡嶋神社～加太站～松源前）
- Sun Town系統（Sun Town自治會館～加太站松源前）

上述路線各設有4往返班次。
曾經設有下列巴士路線停靠站前，在2016年4月1日，下列路線被取消。
- 和歌山巴士（日语：和歌山バス）
  - 加太站前巴士站（74系統深山線）

## 相鄰車站
南海電氣鐵道
 加太線
磯之浦（NK44-6）－加太（NK44-7）

## 注腳
1. ↑  紀州近代化遺產巡遊 「南海加太線 加太駅舎 （页面存档备份，存于）」（日語） （和歌山縣建築士會）
2. ↑  
「駅長たま」に続け、南海・加太線が「めでたいでんしゃ」で快走產經新聞社，2019年3月9日參閲
3. ↑  ハンドブック南海2020 鉄道事業PDF（日語）
4. ↑  令和元年度和歌山県公共交通機関等資料集PDF（日語）
5. ↑   (PDF). 和歌山バス株式会社. 2016-03-01  [2016-03-31]. （原始内容 (pdf)存档于2016-04-23） （日语）.

## 外部連結
- 加太 - 南海電氣鐵道（日語）
- 南海電鐵加太觀光資訊 （页面存档备份，存于）（日語）